# Lopransfjørður
Lopransfjørður är en fjord i Färöarna (Kungariket Danmark).   Den ligger i sýslan Suðuroyar sýsla, i den södra delen av landet, 60 km söder om huvudstaden Torshamn.